# Heterostemma
Heterostemma là chi thực vật có hoa trong họ Apocynaceae.